# Kiss: The Remix
Kiss: The Remix é o primeiro álbum de remixes da cantora canadense Carly Rae Jepsen, lançado no Japão em 12 de junho de 2013 pelas gravadoras Interscope Records e Schoolboy Records.

## Lista de faixas
| N.º | Título                                               | Duração |  |
| 1.  | "Call Me Maybe" (Almighty Mix)                       | 4:07    |  |
| 2.  | "Call Me Maybe" (10 Kings vs Ollie Green Remix)      | 3:09    |  |
| 3.  | "Call Me Maybe" (Coyote Kisses Remix)                | 4:46    |  |
| 4.  | "Good Time" (com Owl City) (Fred Falke Remix))       | 6:07    |  |
| 5.  | "Good Time" (com Owl City) (Lenno Remix))            | 4:56    |  |
| 6.  | "Good Time" (com Owl City) (Wideboys Remix))         | 5:31    |  |
| 7.  | "This Kiss" (Digital Dog Remix)                      | 4:13    |  |
| 8.  | "This Kiss" (Jason Nevins Remix)                     | 4:12    |  |
| 9.  | "This Kiss" (Mathieu Bouthier Remix)                 | 6:45    |  |
| 10. | "Tonight I'm Getting Over You" (Twice as Nice Remix) | 3:40    |  |
| 11. | "Tonight I'm Getting Over You" (Reid Stefan Remix)   | 6:06    |  |
| 12. | "Tonight I'm Getting Over You" (KoKo Club Mix)       | 4:52    |  |
| 13. | "Call Me Maybe" (versão instrumental)                | 3:13    |  |
| 14. | "Good Time" (versão instrumental)                    | 3:25    |  |

## Desempenho nas tabelas musicais
| Tabela (2013)  | Melhor posição |
| -------------- | -------------- |
| Japão (Oricon) | 157            |